# مصر من تاني
مصر من تاني كتاب للكاتب الصحفي محمود السعدني  صدر عام 1990 وصدرت له طبعة ثانية عام 2007 عن دار أخبار اليوم في 133 صفحة. كما صدر في 2011 عن دار الشروق، وفي 2017 طبعة كندال. يحتوي الكتاب على 18 فصل تمر على التاريخ المصري عبر كل العصور. يقدم السعدني باسلوبه الساخر كتابه قائلاً: "من المأسى ما يمتد في بطن التاريخ عدة مئاة من السنين ولكن أخطر مأساة في التاريخ ان كل خليفه حي هو مصدر الحكمة وينبوع المعرفة ونموذج الكمال وهو يظل كذلك حتى يموت فاذا مات فهو منبع الجهل.

## محتوى الكتاب
طوبي وطوبة - الفسطاط.. لماذا؟
الفصل الأول: مشيئة الأقدار
الفصل الثاني: نهر الجنة 
الفصل الثالث: سيف المعز وذهبه
الفصل الرابع: الشعر الحلمنتيشي 
الفصل الخامس: العبرة والدرس
الفصل السادس: وهل يموت النهر
الفصل السابع: الخيانة يا مسلمين
الفصل الثامن: طبول الثورة
الفصل التاسع: وجاء بونابرت
الفصل العاشر: الأرزقية والأبطال
الفصل الحادي عشر: ومات الألفي
الفصل الثاني عشر: وجاء الأفغاني
الفصل الثالث عشر: الصعلوك في الثورة
الفصل الرابع عشر: لا جريدة ولا مجلة
الفصل الخامس عشر: وجاء الحنجوري 
الفصل السادس عشر: هتلر المصري 
الفصل السابع عشر: وعاد الوفد
الفصل الأخير: إلى أين؟ 

## مقدمة محمد عوده
جاء على غلاف الكتاب: «سوف تكون هناك ألف شهادة على هذا العصر العاصف الذي نعيشه، ولكن تبقى شهادة محمود السعدني وثيقة وحدها صادقة أصيلة تفيض حيوية ومصرية، شهادة ابن الشعب والحارة الذي قامت له الثورة وعاشت بصموده والولد الشقي لا يشهد الأحداث عن بعد، ولا يتجنبها أو يتقي شرها ولكنه يندفع ويشارك ويزج بنفسه ويحشر أنفه في كل مشكلة ويقحم نفسه في كل مظاهرة أو خناقة ولابد له أن يتكعبا أحيانا وأن يدفع ثمن شقاوته.» التوقيع: محمد عوده 

## مقتبسات من الكتاب
«في عهد عمر ابن الخطاب الذي كان العدل دينه شهدت الفسطاط لأول مرة في تاريخها ولآخر مرة أيضاً حادثاً عظيماً هو جلد ابن الوالي بأمر من الخليفة لأنه جلد واحداً من أبناء الرعية وهو حادث لو وقع اليوم لعدّه الناس علامة من علامات الآخرة، ونذيراً بنهاية الحياة.»
«القائد الحقيقي ليس هو الذي يقود في حياته، ولكن هو الذي يترك خلفه مصابيح تضيء الطريق من بعده.»
«ويوم شنق زهران كان صعب وقفاته امه وابوه فوق السطح هما واخواته اللي انشنق شنقوه واللي انجلد جلدوه واللي نجا في السجن رموه وزهران سبع ما انحنت هاماته طلع المشنقة ما بكى ولا اشتكى صرخ فيهم كنسر في السما فارد جناحاته وقال لعشماوى شد الحبل أنا رايح صعد زهران للسما وبانت كراماته.»
«ولكن كم من الثوار صمد إلى النهاية أو صمد بعد النهاية؟»
«وكانت مصر هي البوابة وهي الجسر إلى عالم الشرق الساحر الغامض المتخم بالخرافة والكنوز.»
«كانت أخطر حركة تاريخية حققها سعد زغلول هي تعريب التعليم. كان التعليم قبل الثورة بالإنجليزية. وأصبح التعليم باللغة العربية ولولا هذه الخطوة لأصبحت مصر مثل الهند: مثقفون يتكلمون إنجليزية بلهجة اكسفورد. ورعاع يرطنون بلغات غير مفهومة.»
«الحضارة ليست عملية تجميل فحسب، ولكنها نتاج ظروف موضوعية وتاريخية، وحاصل عمليات اقتصادية وعلمية، ونتيجة مناخ.»
«وليس كالحرب مصنعا لتجربة الرجال وتخريج الرجال.»
«ظاهرة جديرة بالدراسة. فالحياة للأقوى والولاء للحاكم الجالس على أريكة الملك هذه اللحظة. والخضوع للراكب الآن في عربة السلطة. أما الذين مضوا وذهبوا فليرحمهم المولى ! وقد يكون هذا موقفا مشتركا بين شعوب كثيرة وأجناس شتى. ولكن الموقف من الفسطاط مختلف. لقد هجر الناس العاصمة عندما ابتعد عنها الحاكم. فالحاكم هو العاصمة لأن العاصمة ليست منازل ومدارس وفنادق وأسواقا. العاصمة نفوذ فإذا ابتعد عنها النفوذ ساروا وراءه.»
«هكذا اشتغل الفرنسيون من وراء البحر خدما لدى الفلاحين لأول مرة ! ولكن أغلب هؤلاء اعتنقوا الإسلام وتزوجوا من بنات الفلاحين، وانجبوا نسلا لعله السبب في شهرة المنصورة حتى وقتنا هذا.»

## نقد وتعليقات
كتب موقع متن وهوامش في 11 يوليو 2011: «من أجمل كتب التاريخ التي قرأت» مصر من تاني«لمحمود السعدني. وهو كتاب تنطبق عليه مقولة أوسكار وايلد من أن:» أي أحمق بإمكانه صنع التاريخ، ولكنه يحتاج إلى عبقري لكتابته«، كتاب السعدني هذا ساخر وبسيط. ولكن حدث أن أشاد به شخصا في قامة غالي شكري. لكن سطور السعدني في ظني ليست سطورا في التاريخ بقدر ما هي عن التاريخ أو بمعنى آخر الطريقة التي جرى بها كتابة التاريخ المصري.»
نشر موقع تركيا الآن مقالة تحت عنوان "محمود السعدني.. الولد الشقي يطارد العثمانلي في شوارع المحروسة" في 10 مارس 2020 جاء فيها: "لما كان السعدني قد اعتبر في "مصر من تاني"، أن الوطنية المصرية إنما ولدت من رحم المحنة التي عاشها المصريون في ظلال الاحتلال العثماني الذي جثم فوق صدورهم 3 قرون كاملة، فإن حضور العثمانلي كان لذلك كثيفا واضحا عبر الكتاب. تحديدا من خلال فصلين ركز فيهما الولد الشقي على حدثين كبيرين اعتبرهما مؤشرات على الميلاد الصعب للوطنية المصرية. أما الحدث الأول فهو غزو سليم لمصر العام 1517. وأما الحدث الثاني فهو السنوات المضطربة بالغة الصعوبة، والتي عاشتها القاهرة أواخر القرن 18 الميلادي، ومهدت لقدوم الحملة الفرنسية"، وينهي الكاتب مقالته قائلاً: "خلفت في الساحة قوة جديدة لم يكن لها حساب من قبل وسيكون لها ألف حساب في المستقبل. قوة هي صاحبة المصلحة الأولى والأخيرة، وهي صاحبة الأرض والبلاد، قوة اسمها الشعب". ذلك الشعب نفسه الذي سيفرض إرادته مرة أخرى أوائل القرن التاسع عشر وسيأتي بمحمد علي باشا إلى سرير الولاية في قلعة الجبل. وسيكون ذلك الاختيار المولد الحقيقي لمصر الحديثة."
نشر موقع "البوابة نيوز" 13 سبتمبر 2011: "يقول السعدني في التعريف بكتابه: "نظرة على تاريخ مصر من تاني. نظرة رجل من الشارع غير متخصص وغير كمساري وعلى غير علاقة رسمية بالتاريخ. وسنعيد النظر من جديد - وفي هدوء - على التاريخ كله، بعد أن مات الخلفاء والسلاطين والأمراء والكمسارية البصاصون. وسنحاول أن نجرد التاريخ من السلطة ومن أبهة الحكم ومن أجهزة المباحث والمخابرات."
كتبت إسراء سيف على موقع الميزان: «يصف مصرنا بأنها ليست مصر الملوك والسلاطين، ولكنها مصر الصياع وأصحاب الحاجات، هكذا كان يرى السعدني مصر.»

## وصلات خارجية
https://www.goodreads.com/book/show/39787213 مصر من تاني
https://www.goodreads.com/book/show/1914223._ مصر من تاني
https://www.youtube.com/watch?v=qXF6HHDHeJA مصر من تاني